# Dezghețul Hrușciov
Dezghețul Hrușciov (sau Dezghețul lui Hrușciov; în rusă хрущёвская о́ттепель, transliterat: hrușciovskaia ottepel sau pur și simplu ottepel) se referă la perioada de la începutul anilor 1950 și începutul anilor 1960, când represiunea și cenzura din Uniunea Sovietică s-au relaxat puțin, și milioane de deținuți politici sovietici au fost eliberați din lagărele de muncă ale Gulagului în urma politicilor de destalinizare⁠(d) și coexistență pașnică⁠(d) cu alte națiuni promovate de Nikita Hrușciov.
Dezghețul a devenit posibil după moartea lui Iosif Stalin, în martie 1953. Hrușciov l-a denunțat pe Stalin în „Discursul Secret" la al XX-lea Congres al Partidului Comunist, apoi i-a înlăturat de la putere pe pro-staliniști în timpul luptei pentru putere de la Kremlin. Termenul a apărut după romanul lui Ilya Ehrenburg din 1954, Dezghețul⁠(d) („Оттепель”), care a făcut senzație în epocă. Dezghețul lui Hrușciov a fost marcat de vizita lui  Hrușciov la Beijing, Republica Populară Chineză în 1954, cea din 1955 la Belgrad, Iugoslavia (cu care relațiile se înrăutățiseră de la ruptura Tito–Stalin din 1948), și de întâlnirea ulterioară cu Dwight Eisenhower din același an, culminând cu vizita lui Hrușciov în Statele Unite ale Americii în 1959.
Dezghețul a inițiat transformări ireversibile ale întregii societății sovietice prin favorizarea unor reforme economice și a comerțului internațional, a contactelor educaționale și culturale, festivalurilor, cărților autorilor străini, filmelor străine, spectacolelor de artă, muzică populară, dansuri și mode noi, și implicarea masivă în competiții sportive internaționale. Deși lupta pentru putere dintre facțiunile pro-Hrușciov și pro-staliniști nu a încetat, ea a slăbit în cele din urmă Partidul Comunist Sovietic.
Acest dezgheț a permis o oarecare libertate a informației în mass-media, arte și cultură; festivaluri internaționale; filme străine; cărți necenzurate; și noi forme de divertisment la televiziunea națională recent apărută, de la parade masive și festivități cu muzică populară la spectacole de varietăți, satiră și comedii, și emisiuni cu vedete ca Goluboi Ogoniok⁠(d). Împreună, aceste progrese politice și culturale au ajutat la eliberarea gândirii a milioane de oameni și a schimbat conștiința publică a mai multor generații de oameni din Uniunea Sovietică.
Dezghețul a fost anulat la scurt timp după ce lui Hrușciov i-a urmat Leonid Brejnev, care a inversat procesul de liberalizare a Uniunii, deși inițial el îl aprobase în epoca lui Hrușciov.